# Metachrostis mala
Metachrostis mala är en fjärilsart som beskrevs av Embrik Strand 1917. Metachrostis mala ingår i släktet Metachrostis och familjen nattflyn. Inga underarter finns listade i Catalogue of Life.